# Shorewood Forest
 (juillet 2025).
Shorewood Forest est une census-designated place située dans le comté de Porter, dans l’État de l'Indiana, aux États-Unis. Lors du recensement de 2020, elle compte 3 033 habitants.